# Creed of Chaos
Creed of Chaos è il sesto album in studio realizzato dal disc jockey e produttore discografico olandese Angerfist.

## Tracce
Disco 1
1. The Approach (Intro)
2. Brainfail
3. Gangsterizm (con I:Gor)
4. Crusader
5. Send Me to Hell
6. From the Ashes (con Mad Dog)
7. The Law
8. The Promqueen's Finest Drug
9. Creed of Chaos (Official Anthem) (feat. Nolz)
10. HOAX (con Furyan)
11. Pennywise
12. Blaze (con Tripped)
13. Just Like That (con Radium)
14. The Driller Killer (The Braindrillerz Remix)
15. Necronomicon
16. Krash the Party (con Akira)

Disco 2
1. Black Hole
2. F@cking wit Yo Head (con T-Junction) (Broken Minds Remix)
3. MF (con Bloodcage)
4. Wiseguy
5. Taking Charge
6. Day of Reckoning (con Radical Redemption)
7. Bassline Abuser (feat. Syco)
8. Overdose Music
9. Nothing Is Real (con Ophidian)
10. Die Hard (con Outblast, Tha Watcher)
11. Boomstick
12. Buckle Up and Kill (Luxxer Remix)
13. Still Pissin' Razorbladez
14. Stainless Steel (System Overload Remix)
15. Off the Grid
16. Stabwound (con Bodyshock)